# Auguste Mouliéras
Auguste Mouliéras est un missionnaire et anthropologue français, né le 22 décembre 1855 à Tlemcen (Algérie) et mort le 26 janvier 1931 au Perreux-sur-Marne. 

## Biographie
Fils d'un petit soldat laboureur, Antoine Mouliéras, ancien interprète militaire originaire de Beaumont du Périgord, et de Jeanne Cabanel, Auguste Mouliéras est né à Tlemcen, en 1855. Parlant parfaitement l'arabe, tout comme son épouse Isabelle Jacquet (1862-1948), fille du directeur du port de Stora, Auguste Mouliéras a parcouru l'Algérie et le Maroc de 1872 à 1893. Auteur de nombreux ouvrages, son travail de collecte des traditions orales a permis de mieux connaître la vie de ces régions. 
Professeur de la Chaire d'Arabe d'Oran, lauréat de l'Académie française, il fut également le président de la Société de géographie et d'archéologie d'Oran.

## Œuvres
- Manuel Algérien, Grammaire, Maisonneuve et Leclerc, 1888
- Les Fourberies de Si Djeh'a, Contes kabyles, Paris : Ernest Leroux éditeur, 1892 (lire sur archive.org)
- Légendes et contes merveilleux de la Kabylie, 1893
- Les Béni-Isguen (Mzab), essai sur leur dialecte, Oran : Fouque, 1895
- Le Maroc inconnu, Paris : J. André, 1899
  - Première partie. Exploration du Rif
  - Deuxième partie. Exploration des Djebala
- Fez, 1902.
- Une tribu zénète anti-musulmane au Maroc (les Zkara), Paris : A. Challamel, 1905, 264 p. (lire sur gallica.bnf.fr)